# Hell (альбом Die Ärzte)
Hell (с нем. «Светлый») — тринадцатый студийный альбом немецкой панк-рок группы Die Ärzte, вышедший 23 октября 2020 года. Альбом занял первое место в немецком музыкальном чарте и четвёртое место по итогам 2020 года.

## Об альбоме
21 августа 2020 года группа выпустила сингл «Morgens Pauken» и объявила, что первый за 8 лет студийный альбом выйдет 23 октября под названием «Hell». 9 октября 2020 года свет увидел второй сингл под названием «True Romance» и занял 1 место в немецком официальном чарте. В альбом вошли 18 песен, общей длительностью 61 минута. Альбом на физическом носителе выпущен в виде книги, доступен на CD, двойном виниле, а так же в цифровом варианте. Третий сингл «Achtung: Bielefeld» вышел 5 февраля 2021 года и на одну неделю попал в чарт Германии, заняв 5 место. Выход четвёртого сингла «Ich, am Strand» состоялся 14 мая 2021 года на 7-дюймовом виниле, а также в цифровом варианте.
Большинство песен с альбома написаны Фарином Урлаубом и Белой Б, за авторством Рода числятся всего 3 композиции: две в соавторстве (E.V.J.M.F., Morgens Pauken) и только одна самостоятельная (Polyester). Ни одна песня не написана Белой и Фарином в соавторстве. Запись происходила на студиях «Clouds Hill Studios» в Гамбурге и «Waldstudios» в Шмахтенхагене. Название альбома является своего рода омонимом, так как по-английски слово «hell» означает ад, тогда как немецкое значение данного слова — «светлый», «яркий». Спустя 11 месяцев группа выпустила студийный альбом Dunkel («Тёмный»), который является своеобразным продолжением альбома Hell.

## Обложка и издание
У группы, впервые с 1998 года года, полностью поменялся дизайн логотипа, изменён шрифт и буква t изображена зеркально. На обложке размещено чёрно-белое фото членов коллектива с полностью белыми глазами без зрачков. Виниловое и CD издание альбома выпущены в виде 64-страничной книги, с текстами песен и фотографиями, сделанными во время работы на студии. За оформление отвечало немецкое дизайн-бюро «zmyk».

## Список композиций
1. E.V.J.M.F. — 1:43 (М: Gonzalez, T: Urlaub)
2. Plan B — 3:19 (Urlaub)
3. Achtung: Bielefeld — 3:34 (Felsenheimer)
4. Warum spricht niemand über Gitarristen? — 3:22 (Urlaub)
5. Morgens Pauken — 4:04 (М: Gonzalez, T: Felsenheimer)
6. Das letzte Lied des Sommers — 3:20 (Urlaub)
7. Clown aus dem Hospiz — 3:05 (Felsenheimer)
8. Ich, am Strand — 4:22 (Urlaub)
9. True Romance — 2:50 (Urlaub)
10. Einmal ein Bier — 1:59 (Felsenheimer)
11. Wer verliert, hat schon verloren — 4:02 (Urlaub)
12. Polyester — 4:08 (Gonzalez)
13. Fexxo Cigol — 3:45 (Felsenheimer)
14. Liebe gegen Rechts — 2:21 (Urlaub)
15. Alle auf Brille — 3:29 (Felsenheimer)
16. Thor — 2:28 (Urlaub)
17. Leben vor dem Tod — 4:05 (Urlaub)
18. Woodburger — 4:16 (Urlaub)

### Сингл — «Morgens Pauken»
1. Morgens Pauken (М: Gonzalez, T: Felsenheimer)
2. Ein Lied für jetzt (Urlaub, Gonzalez, Felsenheimer)

### Сингл — «True Romance»
1. True Romance (Urlaub)
2. Abschied (Felsenheimer, Urlaub)
3. Rückkehr (Felsenheimer, Urlaub)

### Сингл — «Achtung: Bielfeld»
1. Achtung: Bielefeld (Felsenheimer)
2. Klaus, Peter, Willi Und Petra («filz Ihn, Shorty!»-version) (Urlaub)
3. Tagesthemen-Melodie (M: Dennis Cramer) (только на виниле)

### Сингл — «Ich, am Strand»
1. Ich, am Strand (Urlaub)
2. Treffen sich Zwei Punker (только на виниле)
3. Ich, am Strand (VERSION) (Urlaub)